# Ануфриев, Константин Тимофеевич
Константин Тимофеевич Ануфриев (27 ноября 1907 — 15 января 1985) — советский театральный актёр, народный артист Якутской АССР, директор Русского драматического театра в Якутске.

## Биография
Родился Константин Тимофеевич в 1907 году в Бодайбо, ныне Иркутской области.
В конце 1927 года переехал жить в город Якутск, где поступает в труппу Народного театра. В 1935 году принимает решение покинуть Якутию, и продолжил работу актёром в театрах Сахалина, городов Ворошиловска, Красноярска, Ржева.
С 1941 по 1942 годы принимал участие в сражениях Великой Отечественной войны служил. В 1943 году, получив тяжёлое ранение, был уволен из рядов Советской Армии. Возвратился в город Якутск и поступил работать в Русский театр.
За все годы творческой деятельности на театральной сцене Константином Тимофеевичем сыграно около 400 ролей. Он отлично создал образ белогвардейского генерала Пелова (прообраз Пепеляева) в художественной кинокартине «Утро долгого дня», режиссёра А. Неретниеца, в 1968 году.
С 1956 года до выхода на заслуженный отдых работал бессменным директором Русского театра. В 1959 году вступил в КПСС.
В 1960 году женился на актрисе, народной артистке РСФСР Нине Алексеевне Константиновой, за что поплатился должностью директора, однако в 1961 году ему вновь доверили возглавлять театр.
Проживал в городе Якутске. Умер 15 января 1985 года.

## Награды
- Заслуженный артист Якутской АССР (1955),
- Народный артист Якутской АССР (17.01.1958)[6].

## Фильмография
Константин Ануфриев исполнил одну роль в кино:
- 1968 — Утро долгого дня, генерал Пелов.